# Gand-Wevelgem 1983
La Gand-Wevelgem 1983, quarantacinquesima edizione della corsa, si svolse il 6 aprile su un percorso di 255 km, con partenza a Gand e arrivo a Wevelgem. Fu vinta dall'olandese Leo van Vliet della TI-Raleigh-Campagnolo davanti al suo connazionale e compagno di squadra Jan Raas e al belga Frank Hoste.

## Ordine d'arrivo (Top 10)
| Pos. | Corridore          | Squadra                        | Tempo    |
| ---- | ------------------ | ------------------------------ | -------- |
| 1    | Leo van Vliet      | TI-Raleigh-Campagnolo          | 6h29'08" |
| 2    | Jan Raas           | TI-Raleigh-Campagnolo          | a 20"    |
| 3    | Frank Hoste        | Europ-Decor-Dries              | s.t.     |
| 4    | Adrie van der Poel | Aernoudt-Rossin                | s.t.     |
| 5    | Étienne De Wilde   | La Redoute-Motobecane          | s.t.     |
| 6    | Gregor Braun       | Vivi-Benotto-Selle Italia-Puma | s.t.     |
| 7    | Pierino Gavazzi    | Atala-Campagnolo               | s.t.     |
| 8    | Stefan Mutter      | Eorotex-Magniflex              | s.t.     |
| 9    | Ludo Peeters       | TI-Raleigh-Campagnolo          | s.t.     |
| 10   | Valerio Piva       | Bianchi-Piaggio                | s.t.     |